# Echinanthera undulata
Echinanthera undulata är en ormart som beskrevs av Wied 1824. Echinanthera undulata ingår i släktet Echinanthera och familjen snokar. Inga underarter finns listade i Catalogue of Life.
Arten förekommer i östra Brasilien i delstaterna Paraná, São Paulo, Minas Gerais, Rio de Janeiro och Santa Catarina. Habitatet utgörs av skogar och av savannlandskapet Cerradon.
Denna orm är dagaktiv och den vistas främst på marken. Födan utgörs av groddjur. Honor lägger 3 till 8 ägg per tillfälle. Med en längd av 34 till 42 cm är Echinanthera undulata en liten orm.
I utbredningsområdet pågår skogsavverkningar men det finns även flera skyddszoner. IUCN kategoriserar arten globalt som livskraftig.